# Јасенице (општина)
Јасенице су насељено место у истоименој општини у Задарској жупанији, Република Хрватска.

## Историја
Јасенице су се од 1991. до јануара 1993. године налазиле у Републици Српској Крајини. До територијалне реорганизације у Хрватској налазиле су се у саставу бивше велике општине Обровац. Седиште општине је насељено место Масленица. Уз Јасенице, и Масленица и Ровањска су се од распада Југославије до јануара 1993. године налазиле у Републици Српској Крајини, док је Затон Обровачки био у саставу РСК до августа 1995.

## Становништво
На попису становништва 2011. године, општина Јасенице је имала 1.398 становника, од чега у самим Јасеницама 1.272.

## Попис 1991.
На попису становништва 1991. године, насељено место Јасенице је имало 1.308 становника, следећег националног састава:
| Попис 1991.‍   | Попис 1991.‍  | Попис 1991.‍ | Попис 1991.‍ | Попис 1991.‍ |
| ------------- | ------------ | ----------- | ----------- | ----------- |
|               |              |             |             |             |
| Хрвати        | Хрвати       |             | 1.280       | 97,85%      |
| Словенци      | Словенци     |             | 3           | 0,22%       |
| Црногорци     | Црногорци    |             | 3           | 0,22%       |
| Срби          | Срби         |             | 2           | 0,15%       |
| Руси          | Руси         |             | 1           | 0,07%       |
| неопредељени  | неопредељени |             | 2           | 0,15%       |
| непознато     | непознато    |             | 17          | 1,29%       |
| укупно: 1.308 |              |             |             |             |